# Vpust

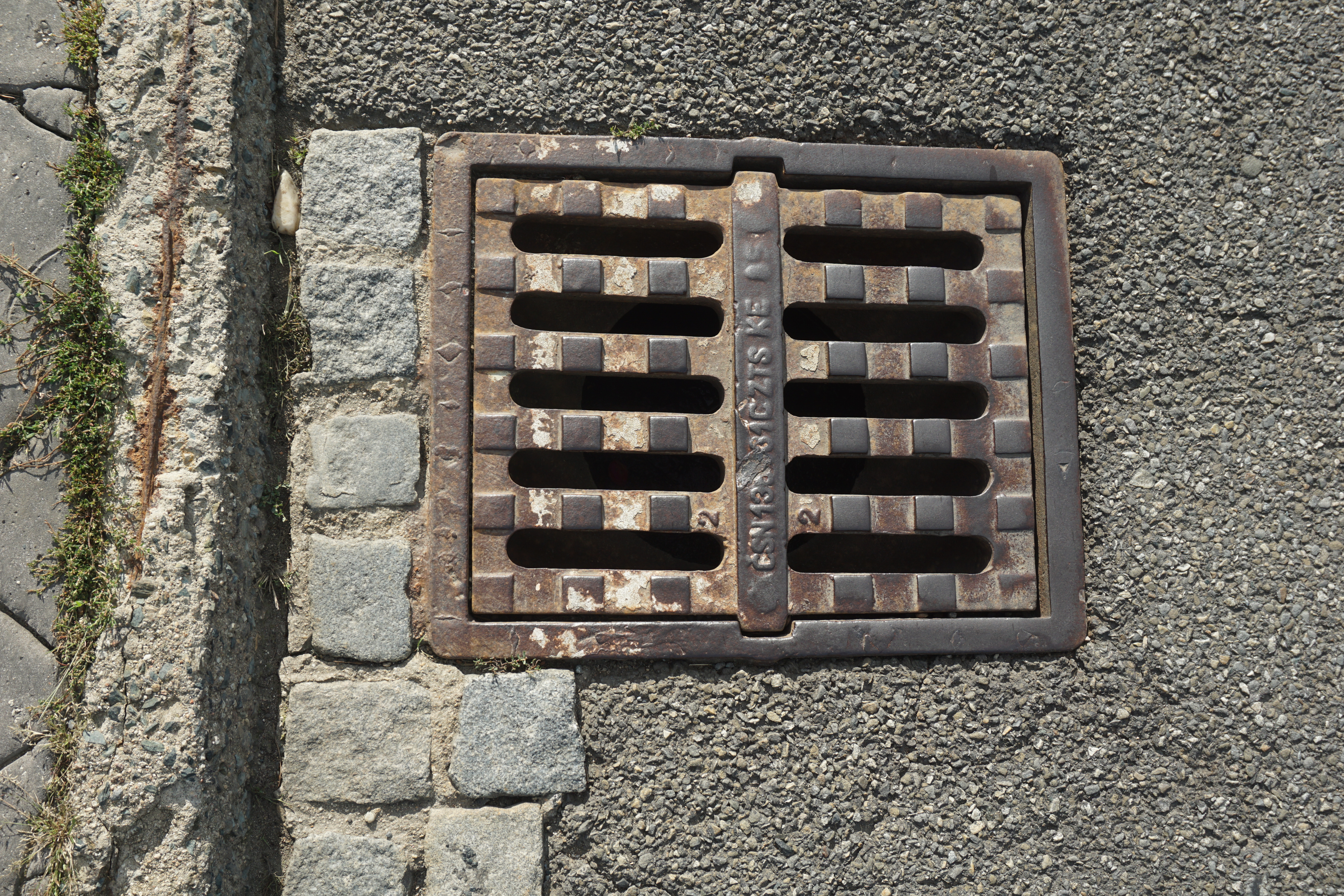
Typická česká dešťová vpust

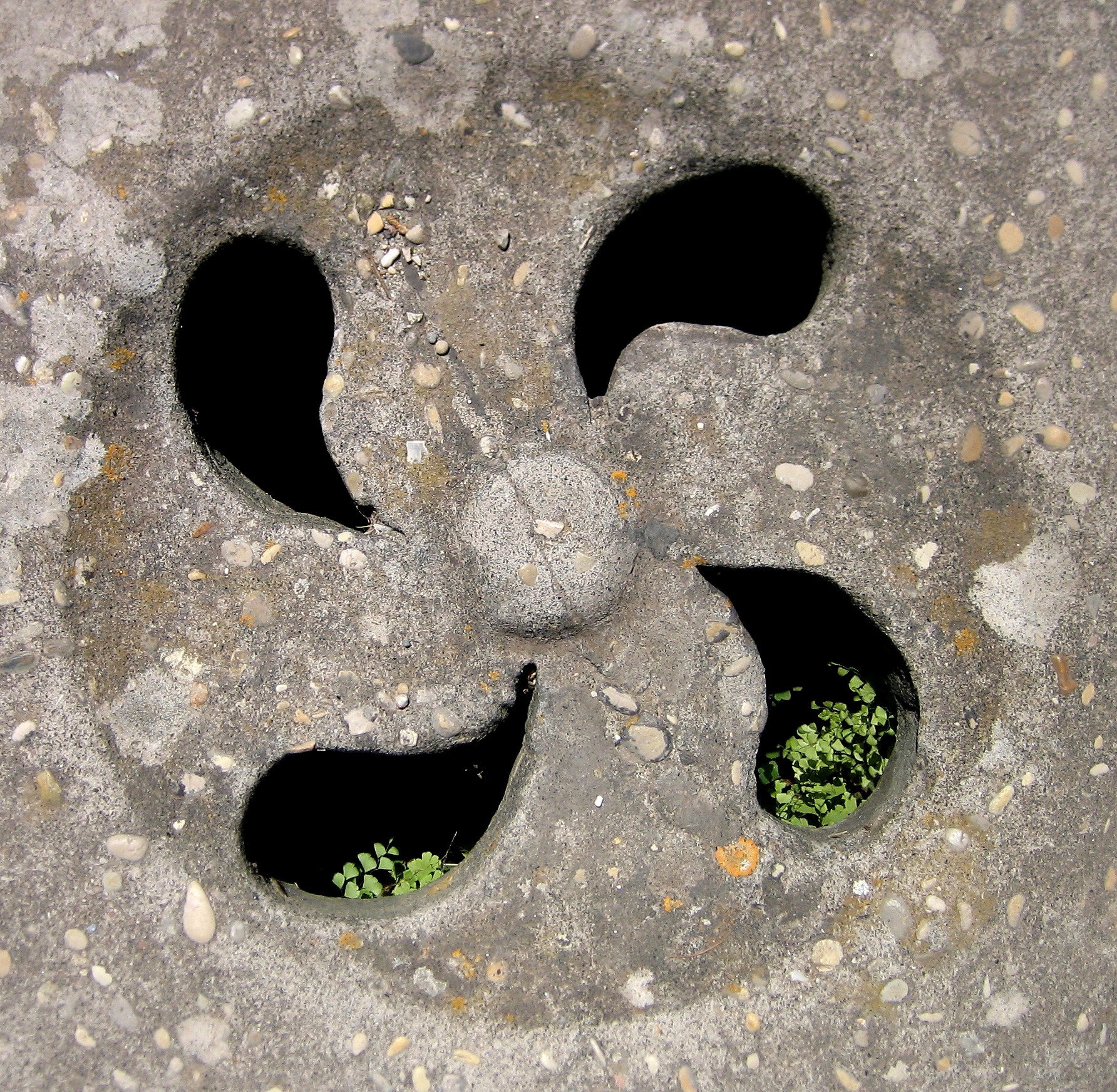
Antická dešťová vpust v Ostii

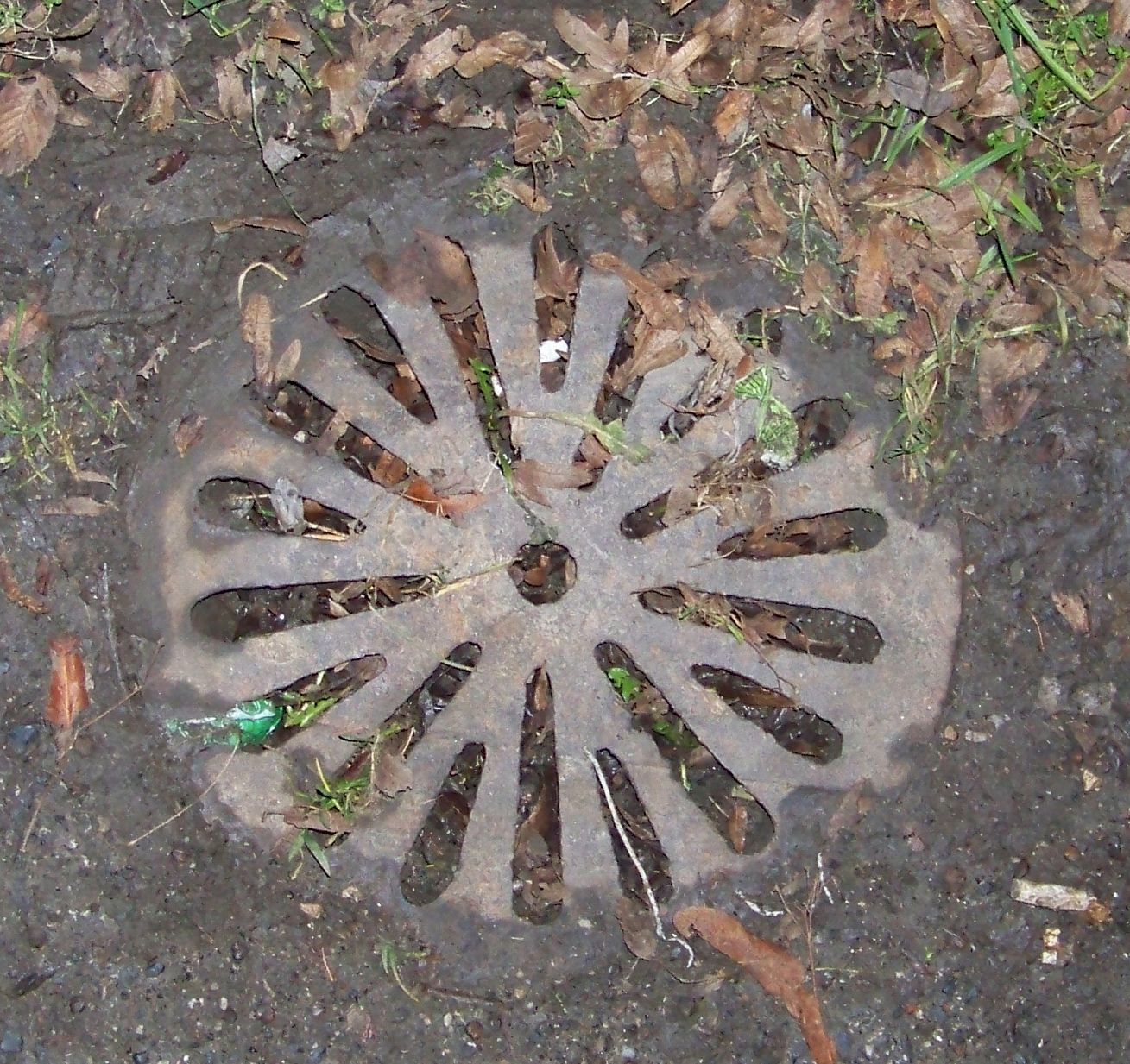
Nečistotami zanesená malá dešťová vpust s paprsčitě mřížovaným víkem v Praze

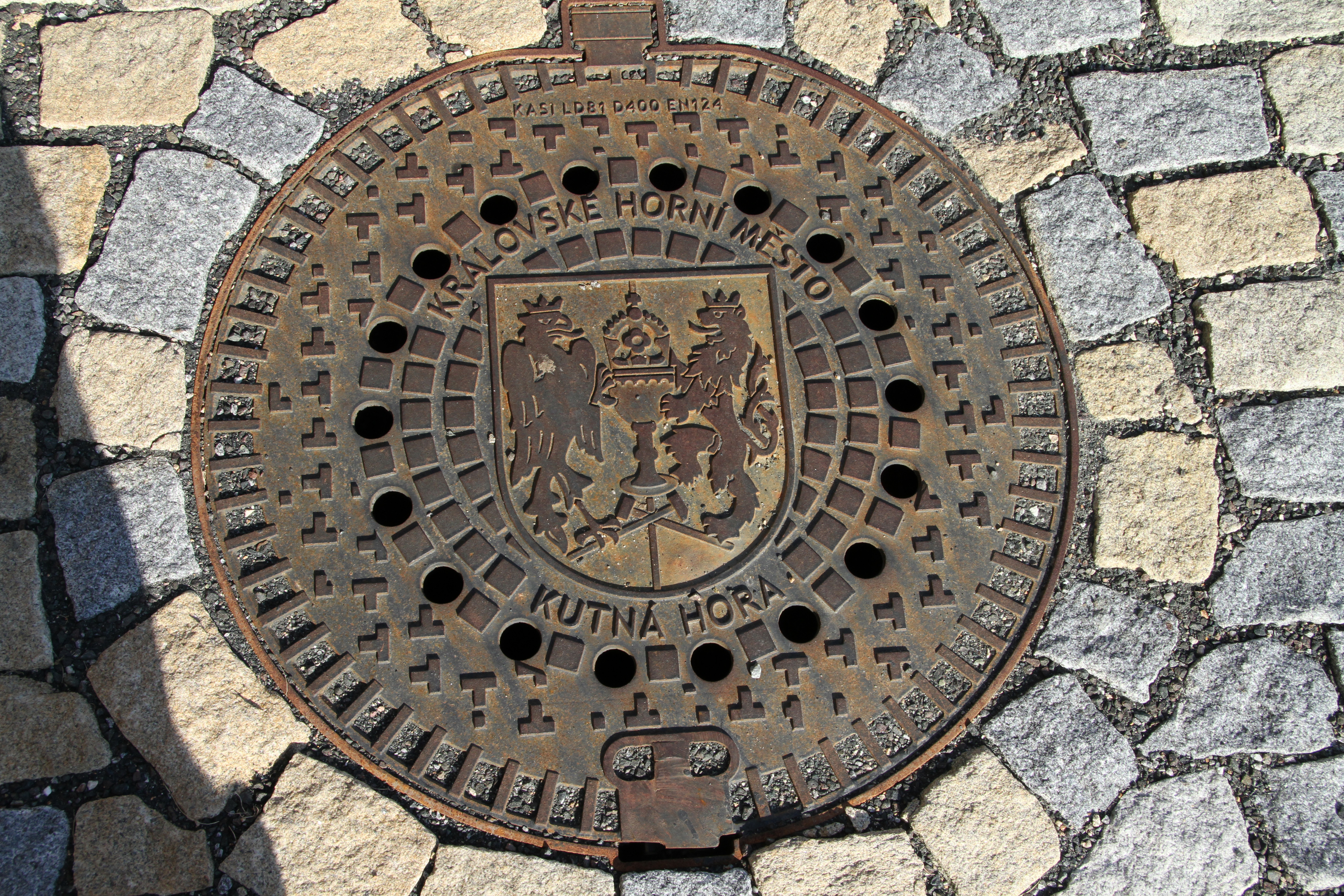
Litinová deska v Kutné Hoře

Kanálová vpust (chybně  vpusť, slangově gule či gula, hovorově kanál, německy: Kanal) je přístupový bod kanalizace, tvořený šachtou do stokové sítě, zpevněnou skruží a krytou celistvým víkem nebo mříží. Vpust je především název pro zařízení, kterým vtékají dešťové vody do dešťové kanalizace, ale obdobné vpusti jiného provedení a rozměrů slouží též k odvodnění či vypouštění sprchových koutů, koupelen, bazénů a podobně. Menší vpusti slouží jen pro vtok vody, větší mohou sloužit i k sestupu osob a spouštění techniky ke kanalizačnímu potrubí. Nejde-li o dešťovou kanalizaci, ale o jinou stoku, pak víko a šachta slouží primárně údržbě nebo ovládání, nikoliv vtoku (vpouštění) vody.

## Historie

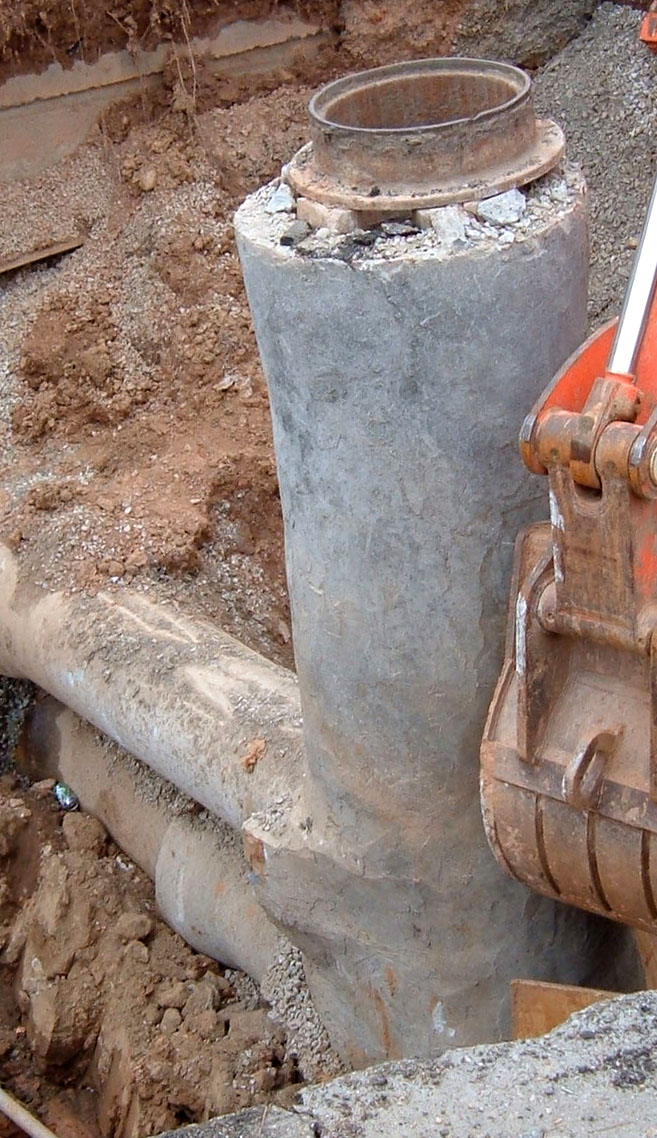
Podzemní šachta po odkrytí zeminy

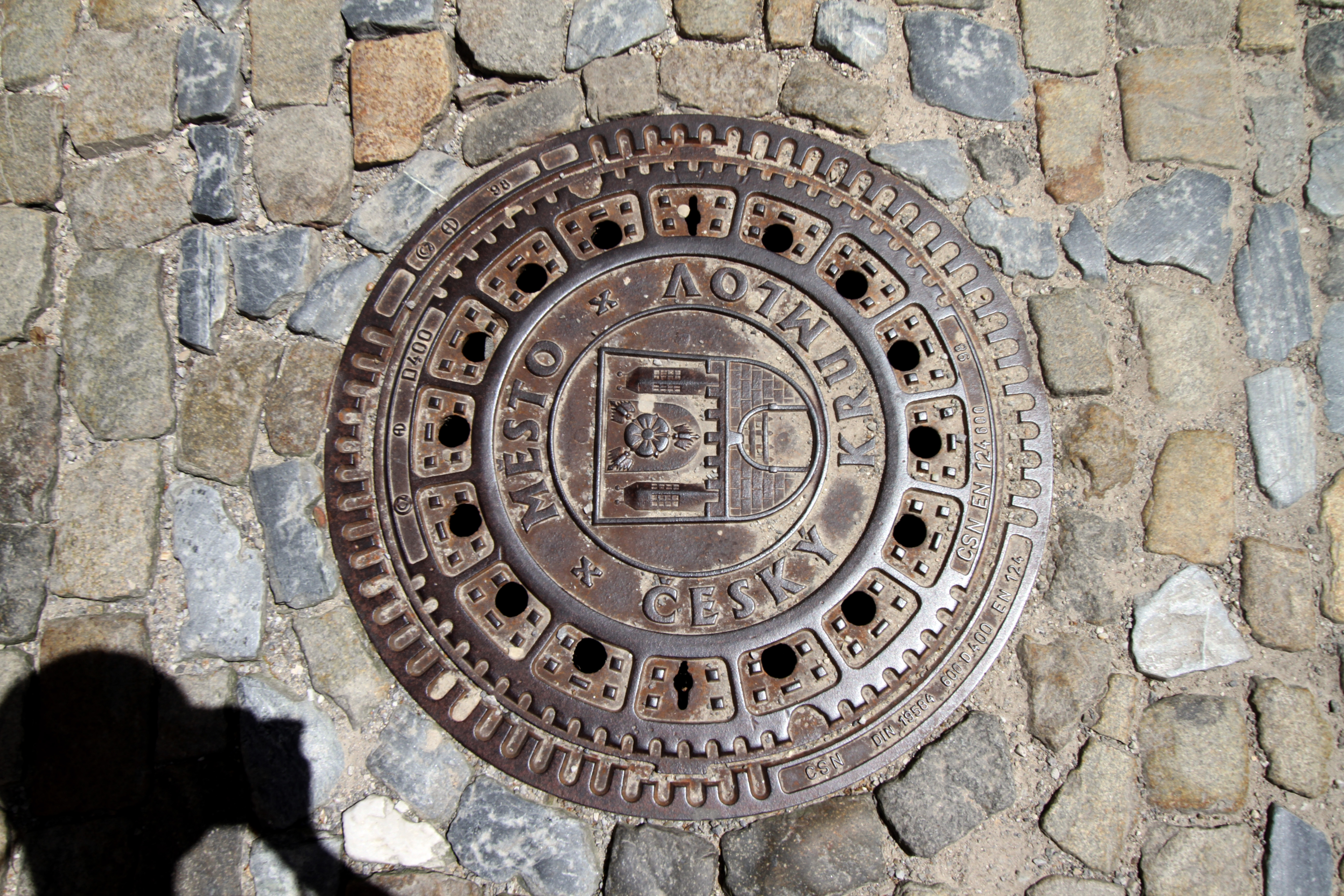
Litinová deska kanalizační vpusti: Český Krumlov

První systém kanalizace zavedli Římané ve svých městech asi ve 2. století př. n. l., aby zabránili epidemiím z kontaminace vody ze svých vodovodů. Potrubí a víka vpusti bývaly kamenné. Dochovala se například kamenná deska víka z města Vindobona (Vídeň).

## Popis
Šachta vpusti je svislá, dva až pět metrů hluboká vyzděná šachta, v horní části většinou zpevněná ocelovou nebo litinovou skruží s rámem a uzavřená kovovým víkem, nebo mřížkou, případně také s příčkami kovového žebříku, zakotvenými do zdiva. Je uzpůsobena primárně k odtoku vody po deštích a druhotně k přístupu do stokové sítě. 
Přístup do šachty mají dělníci o tělesném objemu menším než 60 centimetrů.

## Víko

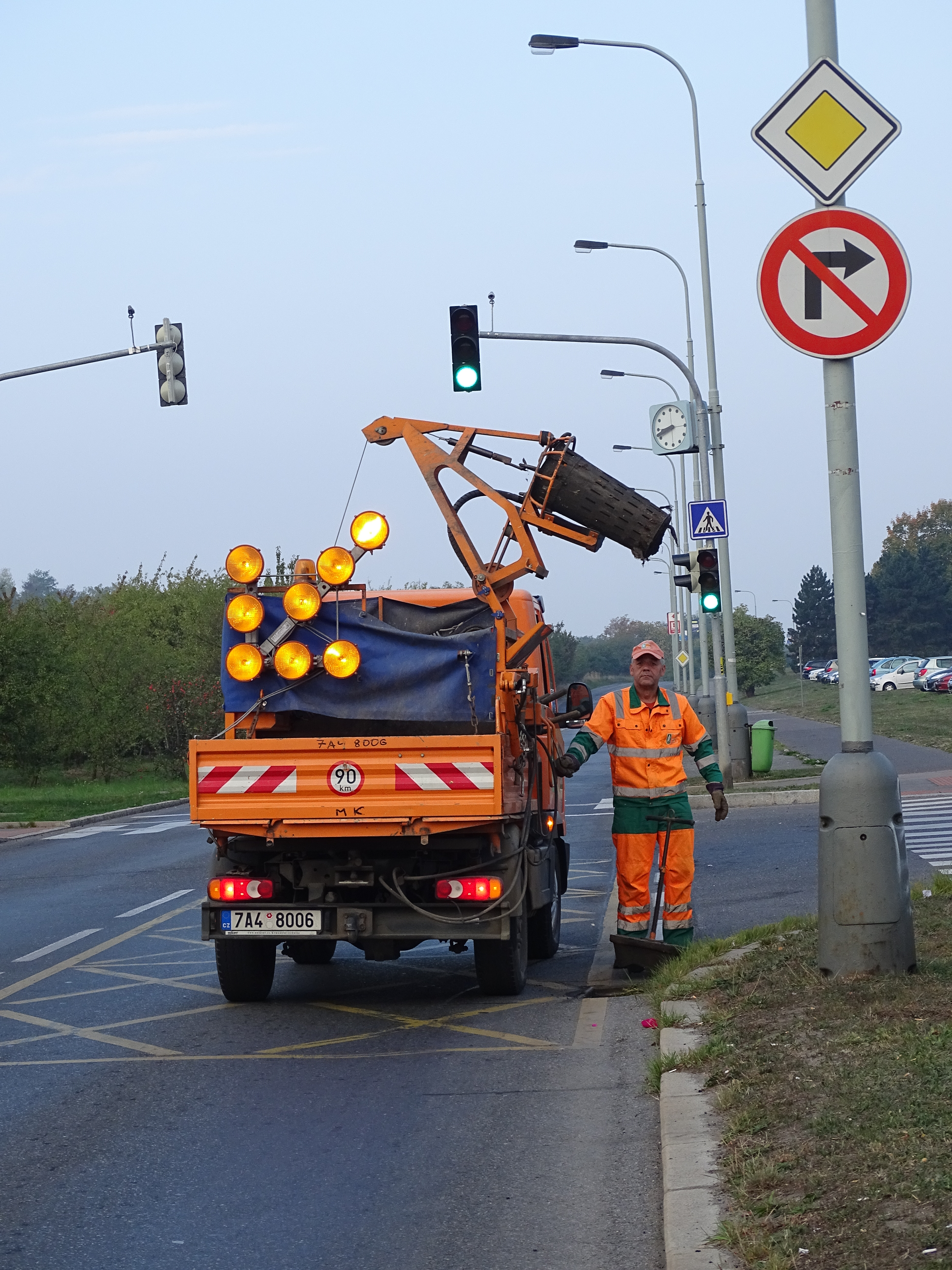
Vyprazdňování koše deštové vpusti

Kovové víko (hovorově dekl) je zhotoveno ze železné litiny. Bývá čtvercové o rozměrech 50 x 50 cm, nebo kruhové o průměru kolem 50-60 cm. 
Víka dešťových vpustí mívají podobu mřížky, k níž může být na spodní části připojen ještě koš pro zachytávání hrubých nečistot. 
Víka pracovních šachet bývají označena názvem obce či společnosti, která stokovou síť provozuje (např. Pražské vodovody a kanalizace), někdy městským znakem nebo jinou dekorací, výrobními čísly nebo číselným kódem státní normy. Běžně mívá po obvodu otvory pro páčidlo. Některá víka mají místo nich otvory pro tzv. klíč, to je železná tyč s hákem na konci.